# Musik à Pile
Musik à Pile (MKP, anciennement Musiques à Pile) est un festival de musique (chanson française, musiques éclectiques) qui se tient depuis 1997 dans le parc du château Bômale à Saint-Denis-de-Pile, en Gironde, dans le Libournais.

## Programmation
- 2020 : vendredi : Biga Ranx, ... ; Samedi : Keziah Jones. Annulé à cause du Covid-19.
- 2019 : vendredi 7: Amadou & Mariam, ...; Samedi 8 juin : Le Josem, ...
- 2018 : vendredi : Fatoumata Diawara, ...; samedi : Disiz La Peste, Tim Dup, ...
- 2017 : vendredi 9 juin: Faada Freddy, ..; Samedi 10 juin : Radio Elvis, The Inspector Cluzo, ...
- 2016 : vendredi : Soviet Suprem, Minuit, Møme, ... ; samedi : Bachar Mar-Khalifé, A-Wa, ...
- 2015 : samedi 13 juin : Manu Dibango (tête d'affiche)
- 2014 : du 13 au 15 juin : Oldelaf, L'Orchestre national de Barbès, ...
- 2013 : 31 mai : Cali, ... ; 1er juin : La Grande Sophie, ...
- 2012 : 1er juin : Sinsemilia, HK & Les Saltimbanks; 2 juin Arthur H, Archimède
- 2011 : 3 juin : La Ruda, La Caravane passe, … ; 4 juin : CharlÉlie Couture, Florent Marchet, …
- 2010 : vendredi 4 juin : Yodelice, Luke ; samedi 5 juin : Sanseverino, Carmen Maria Vega
- 2009 : La Casa, Caravan Palace, Jamait, Beat Assailant, Nicolas Jules, …
- 2008 : Ve 6 juin Deportivo, ... ; Sa 7 juin Origines Contrôlées (Mouss et Hakim (anciens Zebda)) + Albin de La Simone + Raoul Petite +...
- 2007 « Chemins de campagne » :  Vendredi 1er juin : Eiffel, Percubaba, Metisolea; Samedi : Edgar, François Hadji-Lazaro, Kaolin, ... ; Dimanche : Steve Waring
- 2006 : Sergent Garcia, Bazbaz, Anis, Louis Bertignac, ...
- 2005 : Mano Solo, Debout sur le zinc, ...
- 2004 : Art Mengo, Susheela Raman, Fabulous Trobadors, ...
- 2003 : Jacques Higelin, Lo'Jo, Le Maximum Kouette, ...
- 2002 : Brigitte Fontaine, ...
- 2001 : Tété, Java, ...
- 2000 : -M-, ...
- 1999 : Paris Combo, ...